# Kościół św. Siostry Faustyny w Ostrężnicy
Kościół parafialny pod wezwaniem św. Siostry Faustyny w Ostrężnicy – rzymskokatolicki kościół parafialny w dekanacie Krzeszowice w Ostrężnicy.

## Historia
Konsekracja kościoła odbyła się 1 października 2005 r.